# Dendryphantes honestus
Dendryphantes honestus är en spindelart som först beskrevs av Koch C.L. 1846.  Dendryphantes honestus ingår i släktet Dendryphantes och familjen hoppspindlar. Inga underarter finns listade i Catalogue of Life.